# دبی می وست
دبی می وست (انگلیسی: Debi Mae West؛ زادهٔ ۲۹ نوامبر ۱۹۶۳) صداپیشه اهل ایالات متحده آمریکا است. وی از سال ۱۹۹۷ میلادی تاکنون مشغول فعالیت بوده‌است.در سال ۲۰۰۸ او برای فعالیت صداپیشه در متال گیر سالید ۴: سلاح‌های میهن‌پرستان برنده جایزه بازی ویدئویی اسپایک شد.